# Liocarcinus bolivari
Liocarcinus bolivari is een krabbensoort uit de familie van de Polybiidae. De wetenschappelijke naam van de soort is voor het eerst geldig gepubliceerd in 1948 door Zariquiey Alvarez.